# Acondroplasia
La acondroplasia es una displasia ósea ocasionada por una alteración genética y la causa del 90 % de casos de enanismo. Su principal rasgo físico es el de las extremidades cortas, mientras que el tronco es de tamaño promedio. El 75 % de los casos son consecuencia de una mutación genética nueva, y el 25 % restante son heredados, necesitándose sólo un gen mutado de uno de los padres, ya que es un gen autosómico dominante. El trastorno consiste en una mutación que genera alteraciones en el receptor del factor de crecimiento de los fibroblastos, lo que a su vez genera anomalías en la formación de cartílago de crecimiento  y, por lo tanto, en el crecimiento de los huesos.
El cuadro se presenta en uno de cada 25 000 nacidos vivos. Es el tipo más frecuente de enanismo y se caracteriza por talla baja al nacer y una serie de alteraciones en la forma del cuerpo (dismorfias), entre las cuales destacan: macrocefalia, hipoplasia de la región maxilar, acortamiento de los huesos largos y dedos, y radiológicamente, platispondilia, disminución de la distancia interpedicular de la columna lumbar, deformidad de las regiones metafiso-epifisiarias, huesos ilíacos cuadrados y marcadamente disminuidos de altura y un Foramen magno estrecho, entre otras. El diagnóstico fenotípico es evidente en cualquier etapa de la vida, incluso en ocasiones durante el período prenatal.
Las personas con esta mutación genética tienen un cincuenta por ciento de probabilidades de tener un hijo propio con este mismo trastorno. Si dos personas con acondroplasia tienen un hijo, existe un 50 % de probabilidades de que este herede la anomalía, un 25 % de probabilidades de tener un bebé de altura promedio y un 25 % de probabilidades de que el bebé tenga lo que se conoce como «doble dominancia» de la acondroplasia. Esta última es, en todos los casos, fatal en la infancia. Los bebés que nacen con doble dominancia presentan costillas muy pequeñas, así como anomalías cerebrales graves.
La estatura esperada para las personas con acondroplasia es de 1,31  metros para los hombres y de 1,23  m para las mujeres; sin embargo, la estatura puede ser tan corta como 62,8 cm. Una característica distintiva de este síndrome es el gibbus toracolumbar en la infancia.

## Etiología genética

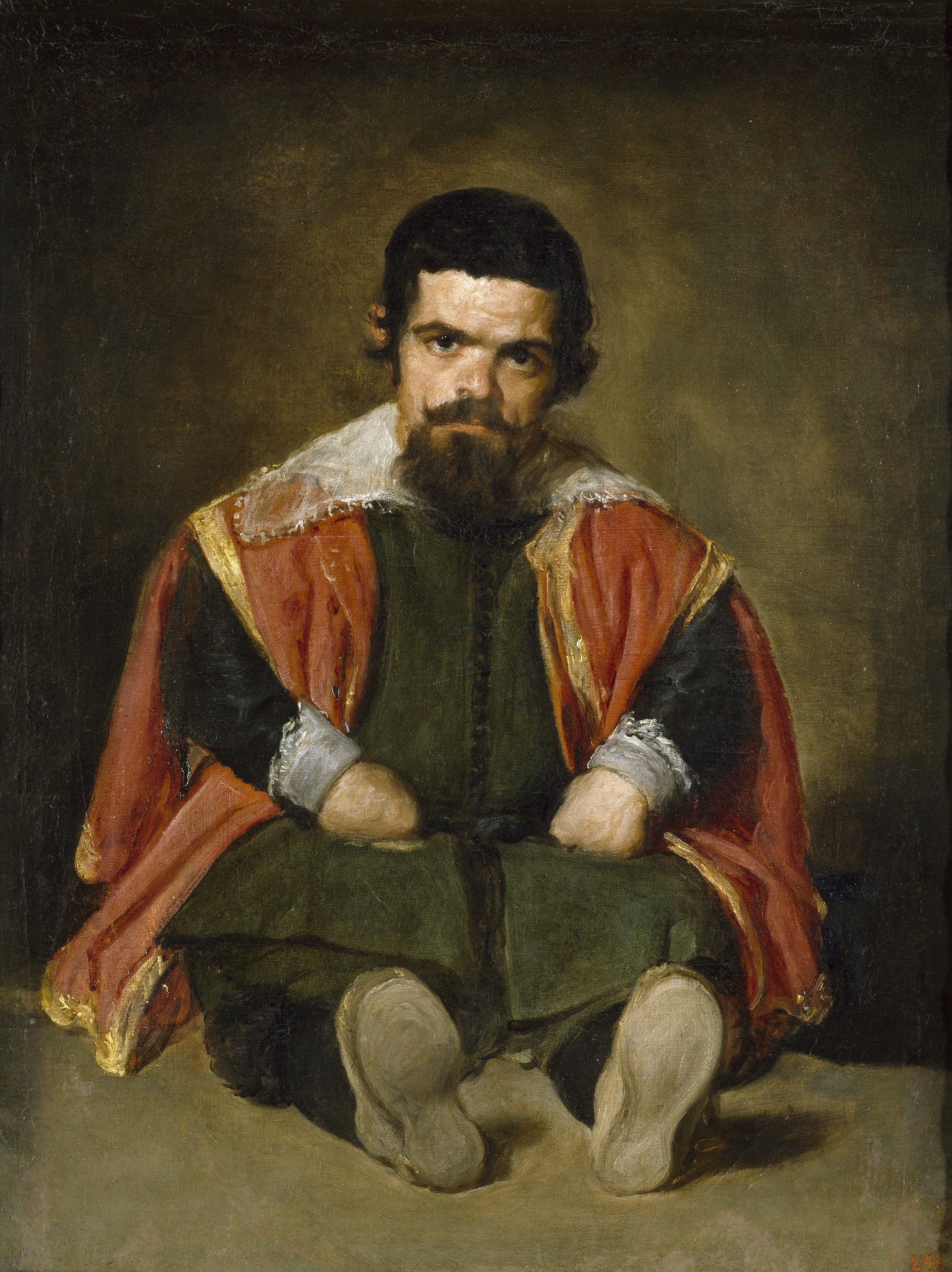
El bufón don Sebastián de Morra, un enano acondroplásico, pintado por Velázquez.

La causa de este trastorno es una mutación en el gen que codifica para el receptor 3 del factor de crecimiento de fibroblastos 3 (FGF3), localizado en el cromosoma 4. Existen dos mutaciones posibles que afectan a este gen: 
G1138A y G1138C. Ambas son puntuales, donde dos pares de bases complementarias del ADN se intercambian:
- Mutación G1138A: en el nucleótido número 1138, la guanina es sustituida por adenina. En el 98 % de los casos de acondroplasia, se sufre esta mutación.[7]
- Mutación G1138C: tiene lugar el cambio de guaninas por citosina, también en el nucleótido 1138. La frecuencia de esta alteración es mucho menor, apenas en el 2 % de los casos.[7]

En ambas situaciones, la repercusión en la cadena aminoacídica de la proteína FGFR3 es la misma: el cambio del aminoácido glicina por una arginina.
Dicha mutación puede darse de dos formas distintas: por herencia autosómica dominante, cuando hay antecedentes familiares de enfermedad (alrededor del 10 % de los casos) y por una mutación de novo, con padres sanos (es la causa más frecuente, hasta en el 90 % de los pacientes).

### Herencia genética
La herencia de este trastorno es autosómica dominante lo que significa que, para padecerlo, basta con que se herede el gen mutado de, al menos, uno de los progenitores. Las posibilidades genotípicas y su correspondencias fenotípicas, son las siguientes:
- Homocigoto (G1138A/G1138A):[9] es la forma más grave del trastorno y suele ser letal durante el período neonatal. Para que tenga lugar, es necesario que ambos progenitores tengan acondroplasia (heterocigotos, pues los homocigotos no sobreviven). Ocurre en el 25 % de los hijos cuando ambos progenitores son acondroplásicos.[8][10]
- Heterocigoto (G1138A/alelo normal):[9] a este genotipo se puede llegar desde tres supuestos posibles.
  - Si ambos padres tienen acondroplasia, la posibilidad de que el hijo sea heterocigoto para el trastorno es de un 50 %.
  - Si únicamente uno de los padres es acondroplásico, también hay un 50 % de posibilidades de heredarlo.
  - En la mayor parte de los casos heterocigóticos, el trastorno se debe a una mutación nueva, por lo que los dos padres son de estatura normal.[8][6]

### Mutaciónde novo
En torno al 80 % de los afectados de acondroplasia no tienen antecedentes familiares del trastorno. El motivo son mutaciones espontáneas o de novo (G1138A o G1138C) que afectan a la línea germinal paterna. Son, por tanto, mutaciones que ocurren en los gametos del padre (espermatozoides) durante la espermatogénesis. Estas alteraciones se dan, como su nombre indica, de forma espontánea, lo que implica un desconocimiento de su causa; sin embargo, numerosos estudios parecen constatar una relación de la mutación de novo con la edad del padre en el momento de la fecundación, de tal manera que tener más de 35-40 años parece suponer un factor de riesgo para tener un hijo acondroplásico. La frecuencia de aparición de la acondroplasia se distribuye de igual manera entre individuos de ambos sexos y de cualquier raza.

## Epidemiología
Debido a que la acondroplasia es una enfermedad que tiene manifestaciones similares a otras 19 enfermedades congénitas (osteogénesis imperfecta, displasia epifisaria múltiple tardía, acondrogénesis, osteopetrosis, displasia tanatofórica, etc.), las estimaciones de su prevalencia son difíciles puesto que los criterios diagnósticos son subjetivos y cambian con el tiempo. Un ejemplo de lo anterior es que estudio detallado y de larga duración en los Países Bajos mostró que la prevalencia determinada al nacer de solo 1,3 por cada 100 000 nacidos vivos, mientras que otro estudio realizado al mismo tiempo encontró una tasa de 1 por cada 10 000. El estudio europeo más amplio realizado sobre la enfermedad encontraba una prevalencia de 3,72 casos por 100 000 nacimientos.

## Causas
Normalmente el factor de crecimiento de fibroblastos (FGF) tiene efecto regulador en el crecimiento de los huesos. En la acondroplasia el receptor de este factor (FGFR3) se encuentra mutado, por lo que este se encuentra constitutivamente activo lo cual lleva al acortamiento de los huesos.
Las personas con acondroplasia tienen una copia normal del gen del factor FGFR3, pero también tienen una copia mutada. Dos copias del gen mutado es fatal desde antes del nacimiento. En cuanto a la herencia genética, una persona con acondroplasia tiene el 50 % de probabilidades de heredar esta enfermedad a sus hijos, lo cual significa que hay un 50 % de probabilidades de que cada niño herede esta enfermedad. Por otro lado, si ambos padres tienen acondroplasia, sus hijos tienen un 25 % de probabilidades de morir poco tiempo después de su nacimiento, y un 50 % de probabilidades de que tenga acondroplasia y un 25 % de que el niño presente el fenotipo.
No todas las personas que nacen con acondroplasia tienen padres con esta misma condición, ya que esto puede ser resultado de una nueva mutación. Esta condición no se adquiere necesariamente por herencia genética ya que existen nuevas mutaciones de los genes que pueden llevar a la acondroplasia.Existen algunos estudios que suponen que la edad avanzada de los padres puede ser un factor de riesgo
Estudios actuales han demostrado que las nuevas mutaciones de los genes para acondroplasia son heredados exclusivamente del padre y que ocurre durante las espermatogénesis; pues durante la ovogénesis existe algún tipo de mecanismo regulador que impide la mutación de los genes, sin embargo las mujeres siguen siendo capaces de presentar el fenotipo y genotipo, y (por lo tanto) de transmitir el alelo mutante.
Más del 99 % de (la) acondroplasia es causada por dos mutaciones diferentes del factor FGFR3. En aproximadamente el 98 % de los casos, un punto mutado G a uno A dentro del nucleótido 1138 del gen factor FGFR3 causa una substitución de la glicina por la arginina (Bellus et al. 1995, Shiang et al. 1994, Rousseau et al. 1996). El otro 1 % de los casos (restantes) son causados por un punto mutado G a uno C dentro del nucleótido 1138. El gen mutantefue descubierto por John Wasmuth y sus colegas en 1994.
Existen dos síndromes que tienen una base genética similar a la acondroplasia: hipocrondroplasia y la displasia tanatofórica.

## Signos y síntomas clínicos

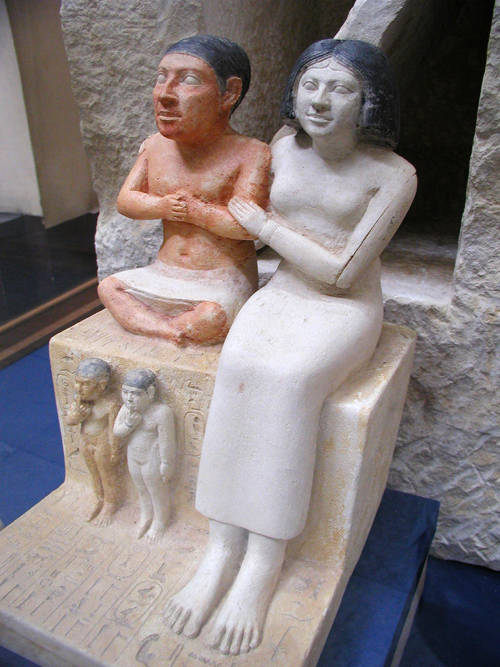
Seneb y su esposa. Acondroplasia en el Antiguo Egipto.

Las personas con acondroplasia muestran una presencia física característica como consecuencia de la interrupción del desarrollo del cartílago en las epífisis de los huesos, haciéndose más notable en los huesos largos húmero y fémur, que son los que presentan un crecimiento más rápido. De esta forma presentan una baja estatura, que no suele sobrepasar los 1,44  m (metros) en la edad adulta, con acortamiento de las extremidades y agrandamiento del cráneo, mientras que el tronco conserva su tamaño normal. A continuación se muestran los hallazgos anatomoclínicos más importantes de esta enfermedad:
- Extremidades superiores: aunque son más cortas que en un individuo normal, los antebrazos son más largos que los brazos y son incapaces de realizar una extensión completa del codo.
- Extremidades inferiores: al igual que ocurre en los brazos, los miembros inferiores también son más cortos con mayor evidencia en el fémur que en la tibia. El eje de las rodillas toma una postura anómala y origina el genu varo, una mayor separación entre ambas rótulas que origina unas extremidades inferiores arqueadas.[15]
- Signo del tridente: hace referencia a la separación existente entre el tercer (corazón o medio) y cuarto (anular) dedo de la mano.
- Alteraciones en la columna vertebral: durante la infancia pueden presentar una cifosis dorsal por la falta de tono muscular. En ocasiones, se combina con una hiperlordosis lumbar que intenta compensar la desviación.

El diagnóstico consiste en una ecografía fetal por discordancia progresiva entre la longitud del fémur y el diámetro biparietal por edad. 
Una prueba de ADN puede ser realizada antes del nacimiento para detectar la homocigosidad de la mutación, una condición que como ya se mencionó resulta letal.

## Hallazgos radiológicos
Un estudio radiológico del esqueleto es útil para confirmar el diagnóstico de acondroplasia. En este estudio se puede observar un cráneo grande, con un estrecho agujero occipital y una base relativamente pequeña; cuerpos vertebrales cortos y aplanados con un espacio intervertebral relativamente grande; alas iliacas pequeñas y cuadradas con una muesca ciática estrecha y un techo acetabular horizontal; huesos tubulares cortos y gruesos con ventosas metafisarias y placas de crecimiento irregulares; crecimiento excesivo del peroné; manos anchas con metacarpos y falanges cortas y costillas cortas con forma de copa en los extremos anteriores.
Si las características radiológicas no son clásicas, la búsqueda de un diagnóstico diferencial debe ser considerado.

## Tratamiento
A pesar de que se conoce la mutación del gen en el receptor del factor de crecimiento, actualmente no existe un tratamiento conocido para tratar la acondroplasia y la Cretinismo.
La hormona de crecimiento es usada por personas que no tienen acondroplasia para ayudarlas con su crecimiento, sin embargo esta no es efectiva en las personas que sí la padecen. A pesar de ello si lo desean pueden someterse a una cirugía de alargamiento de miembros, que a pesar de ser un tema controvertido ha sido efectiva en algunos casos. Generalmente, los mejores resultados aparecen dentro del primer y segundo año de la terapia con hormona del crecimiento.
Después del segundo año de terapia el efecto benéfico del crecimiento del hueso comienza a disminuir. Es por esto que la terapia con hormonas del crecimiento no tiene efectos satisfactorios a largo plazo.
La terapia génica se encuentra aún en desarrollo. Una compañía de Estados Unidos, BioMarin Pharmaceutical Inc., anunció recientemente el inicio de un estudio de fase I en voluntarios sanos para BMN-111, un análogo del péptido natriurético del tipo C, para el tratamiento de la acondroplasia. Las últimas investigaciones son reguladas y controladas por la organización no lucrativa Growing Stronger.
Existen ensayos clínicos con el uso de vosoritide para el tratamiento de la aconndroplasia, sin resultados concluyentes. En 2024 se ha publicado una revisión sistemática sobre su uso, que concluye :«Esta revisión sistemática muestra que el vosoritide parece tener potencial para mejorar la velocidad de crecimiento anualizada y la proporción corporal, pero es necesario estudiar su eficacia en la altura adulta final. Se recomienda que se realicen más ensayos clínicos controlados, doble ciego, más amplios y más prolongados.
»

## En otras especies
Debido a un enanismo desproporcionado en algunas razas de perros, estos han sido clasificados como acondroplásicos. Como tal, es el caso de las razas Dachshund, Basset hound y Bulldog, esto por mencionar solamente algunas de ellas.
Datos de la Asociación de genómica, en estudios en perros con extremidades cortas, han mostrado su estrecha relación con una codificación retro genética del factor de crecimiento 4 (FGF4). Por lo tanto, parece poco probable que los perros y humanos desarrollen acondroplasia por las mismas razones. Sin embargo, estudios histológicos en algunos perros acondroplásicos han mostrado alteraciones en los patrones de células en los cartílagos, lo cual es muy similar a lo observado en los humanos que presentan la enfermedad.
Un tipo similar de acondroplasia se encontró en una camada de lechones daneses que tenía un fenotipo normal aparente. El enanismo fue dominante en la descendencia de la madre, y aunque los lechones nacieron fenotípicamente normales, con el tiempo se fue haciendo cada vez más evidente el padecimiento.